# Janet Mock
Janet Mock (Honolulu, 10 de março de 1983) é uma escritora, apresentadora de televisão, cineasta, produtora cinematográfica e ativista de direitos de pessoas transgênero. Em 2018, apareceu na lista de 100 pessoas mais influentes do ano pela Time.

## Vida Inicial e Educação
Janet Mock nasceu em Honolulu, Havaí, a segunda criança da família. Seu pai, Charlie Mock III, é afro-americano, e sua mãe, Elizabeth (nascida Barrett), é metade descendente de portugueses, parte de ascendência asiática e parte de descendência nativa havaiana (kānaka maoli). Mock viveu durante a maior parte de sua juventude em seu Havaí natal, com partes em Oakland, Califórnia; e Dallas. Ela começou sua transição como caloura no ensino médio e financiou sua transição médica ganhando dinheiro como trabalhadora do sexo na adolescência. Ela jogou vôlei no colégio, um esporte que ela criou com sua amiga de infância Wendi, que ajudou Janet a expressar sua feminilidade. Ela escolheu seu nome Janet após Janet Jackson. Ela foi a primeira pessoa de sua família a ir para a faculdade.  Ela foi submetida a uma cirurgia de confirmação de gênero na Tailândia aos 18 anos no meio de seu primeiro ano na faculdade. Mock ganhou um Bacharel em Artes em Merchandising de Moda pela University of Hawaii em Manoa em 2004 e um Master of Arts em Jornalismo pela Universidade de Nova Iorque em 2006.

## Carreira
Depois de se formar na Universidade de Nova Iorque, Mock começou a trabalhar na revista People, onde foi editora pessoal por mais de cinco anos. Sua carreira no jornalismo mudou de editora para defensora da mídia quando ela assumiu publicamente como uma mulher trans em um artigo da Marie Claire de 2011, escrito por Kierna Mayo na voz de Mock. Mock questionou como a revista a representava, afirmando que ela nasceu e foi criada como um menino; ela diz que sempre foi uma menina. Mock disse: "Nasci no que os médicos proclamam ser o corpo de um menino. Não tive escolha na designação do meu sexo ao nascer... Minha cirurgia reconstrutiva genital não me fez uma menina. Sempre fui uma menina." Em 2014, ao promover seu livro Redefining Realness, ela reiterou que não escolheu o título do artigo Marie Claire e descobriu que ele tinha muitos problemas. A editora desse artigo, Lea Goldman, mais tarde tweetaria em apoio a Mock: "Para ser justo, eu me lembro de @janetmock & @kiernamayo discordando de nosso @marieclaire hed,"Eu nasci um menino."  de qualquer maneira. #regrets" Mock se tornou editora colaboradora da Marie Claire, onde escreveu artigos sobre representação racial no cinema e na televisão , bem como a presença de mulheres trans na indústria global da beleza.
Mock enviou um vídeo sobre suas experiências como mulher transgênero para o projeto "It Gets Better" em 2011, e escreveu sobre uma variedade de tópicos para Marie Claire, Elle, The Advocate, Huffington Post e XoJane.
Em 2012, Atria Books, uma divisão da Simon & Schuster, assinou com Mock seu primeiro contrato para um livro de memórias sobre sua adolescência, que foi lançado como Redefining Realness: My Path to Womanhood, Identity, Love & So Much More em fevereiro de 2014. É o primeiro livro escrito por uma pessoa trans que fez a transição quando jovem.  Redefining Realness fez parte da lista dos mais vendidos do The New York Times de não-ficção de capa dura e contém suas memórias pessoais, muitas vezes ao lado de estatísticas ou teoria social. Mock escreve que seu livro é sobre sua experiência pessoal como uma mulher trans negra. Na nota da autora, ela escreve que está ciente de seu privilégio em escrever este livro e contar sua história. Ela afirma na nota da autora: "Não existe uma experiência universal das mulheres". A crítica feminista bell hooks se referiu às memórias de Janet como "Courageous! Este livro é um mapa da vida para a transformação", enquanto Melissa Harris-Perry: "Janet faz o que apenas grandes escritores de autobiografia realizam - ela conta uma história de si mesmo, que muda para ser um reflexo de toda a humanidade.”
Pouco depois de assinar o contrato de seu livro, Mock deixou sua posição como editora na People.com, onde trabalhou por mais de cinco anos. Mock apresentou TakePart Live e seu próprio programa cultural, So POPular !, no Shift. Mock afirmou, em uma sessão de perguntas e respostas com o Tribune Business News, que seus heróis e influências foram escritoras como Zora Neale Hurston, Maya Angelou, Alice Walker e Toni Morrison. Enquanto gravava So POPular !, ela continuou a trabalhar com a MSNBC como apresentadora convidada para o show Melissa Harris-Perry, apresentadora do Global Citizen Festival, e cobriu o tapete vermelho do Jantar por Correspondência na Casa Branca para Shift. Ela também é correspondente especial da Entertainment Tonight.
Em abril de 2015, Oprah Winfrey convidou Mock para ser um convidado no Super Soul Sunday para um segmento intitulado, "Becoming Your Most Authentic Self", onde ela discutiu "com orgulho e sem desculpas" reivindicando suas identidades. Em setembro de 2015, Mock foi convidado a se juntar às Super Soul Sessions de Winfrey, onde Mock discutiu, "Embracing The Otherness".  Em 2016, Mock foi nomeado para a lista SuperSoul 100 de visionários e líderes influentes da Oprah.
Além de Super Soul Sunday, Mock apareceu no Real Time with Bill Maher, Melissa Harris-Perry, The Colbert Report e The Nightly Show. Ela é destaque em um documentário LGBT, The OUT List, que foi exibido na HBO em 27 de junho de 2013. Ela também apareceu em um documentário de 2011 chamado Dressed.
Em 2012, Mock começou uma hashtag no Twitter para capacitar mulheres transgênero, chamada #GirlsLikeUs, que recebeu atenção de vários sites de mídia queer. Também em 2012, ela fez o discurso de abertura da Lavender em homenagem aos alunos LGBT da Universidade do Sul da Califórnia e fez o discurso de formatura do Pitzer College em 2015. Ela também atuou como copresidente, indicada e apresentadora no GLAAD Media Awards 2012.
Em junho de 2013, Mock se juntou ao conselho de diretores da Arcus Foundation, uma fundação de caridade focada na conservação dos grandes macacos e nos direitos LGBT.
Em 2014, após a condenação da ativista (e mulher transexual negra) Monica Jones, Mock se juntou a uma campanha contra a lei de Phoenix que permite que a polícia prenda qualquer pessoa suspeita de "manifestar prostituição", que tem como alvo mulheres transexuais de cor.  Mock twittou: "Fale contra o perfil de #TWOC [mulher de cor trans], como Monica Jones. Tweet #StandWithMonica + siga @SWOPPhx [Sex Workers Outreach Project - Phoenix Chapter] agora!"
Também em 2014, Mock foi destaque na capa do quinto aniversário da revista C ☆ NDY junto com outras 13 mulheres transexuais - Laverne Cox, Carmen Carrera, Geena Rocero, Isis King, Gisele Alicea, Keyna Ramous, Dina Marie, Nina Poon, Juliana Huxtable, Niki M'nray, Pêche Di, Carmen Xtravaganza e Yasmine Petty.
Sua editora, Atria, anunciou em março de 2016 que Mock estava trabalhando em seu segundo livro de memórias com eles.Surpassing Certainty, publicado em 2017, prometeu "retomar de onde Redefining Realness parou - narrando 'a jornada para encontrar seu caminho, sua voz e seu propósito em seus 20 anos por meio de uma série de primeiras experiências'."
Mock escreveu uma história de capa para The Advocate em DeRay Mckesson, intitulada "Why DeRay Mckesson Matters", assim como o artigo de Marie Claire de novembro de 2016 em Nicki Minaj, intitulado "Nicki Minaj Is Here To Slay."
Em 5 de dezembro de 2016, "The Trans List" foi ao ar na HBO. O filme foi produzido por Mock junto com o diretor Timothy Greenfield-Sanders.  Mock também entrevistou o elenco, que apresenta onze figuras transgênero proeminentes: Laverne Cox, Srta. Major Griffin-Gracy, Buck Angel, Kylar Broadus, Caroline Cossey, Shane Ortega, Alok Vaid-Menon, Nicole Maines, Bamby Salcedo, Amos Mac e Caitlyn Jenner.
Em 2016, Mock escreveu o prefácio de On Christopher Street: Transgender Stories, um livro de fotos e histórias do famoso fotógrafo Mark Seliger.
Em 2017, Surpassing Certainty, o segundo livro de memórias de Mock, foi publicado. O título do livro é uma alusão a Audre Lorde, que escreveu: "E finalmente você saberá com absoluta certeza que apenas uma coisa é mais assustadora do que falar a verdade. E isso é não falar."
A série de televisão Pose estreou em 3 de junho de 2018, na FX. Mock é roteirista, diretora e produtora do programa, e é a primeira mulher trans de cor contratada como roteirista para uma série de TV na história. Segue-se a vida de cinco mulheres trans na cena de baile de Nova York em 1987. Pose "olha para a justaposição de vários segmentos da vida e da sociedade em Nova York: a ascensão do universo luxuoso da era Trump, a cena social e literária do   centro da cidade, e o mundo da cultura do baile." A série foi parabenizada por escalar mulheres trans reais para papéis trans e por retratar com precisão uma subcultura queer única. Em 2018, Mock dirigiu o episódio de Pose intitulado "Love Is the Message", tornando-se assim a primeira mulher transexual de cor a escrever e dirigir qualquer episódio de televisão.
Em 2019, Mock assinou um contrato de três anos com a Netflix, dando a eles os direitos exclusivos de suas séries de TV e uma opção inicial em projetos de longa-metragem; isso a tornou a primeira mulher abertamente transgênero negra a fechar um acordo com uma grande empresa de conteúdo.

## Filmografia

### Televisão
| Título         | Ano           | Creditada como | Creditada como | Creditada como | Creditada como      | Rede televisiva | Notas      |
| Título         | Ano           | Criadora       | Diretora       | Escritora      | Produtora Executiva | Rede televisiva | Notas      |
| -------------- | ------------- | -------------- | -------------- | -------------- | ------------------- | --------------- | ---------- |
| Pose           | 2018–presente | Não            | Sim (3)        | Sim (7)        | somente produtora   | FX              |            |
| The Politician | 2019          | Não            | Sim (1)        | Não            | Não                 | Netflix         |            |
| Hollywood      | 2020          | Não            | Sim (2)        | Sim (2)        | Sim                 | Netflix         | Minissérie |

## Vida Pessoal
Mock mora em Nova York.  Ela se casou com o fotógrafo Aaron Tredwell em 2015. O casal pediu o divórcio em fevereiro de 2019.